# CD Cobreloa

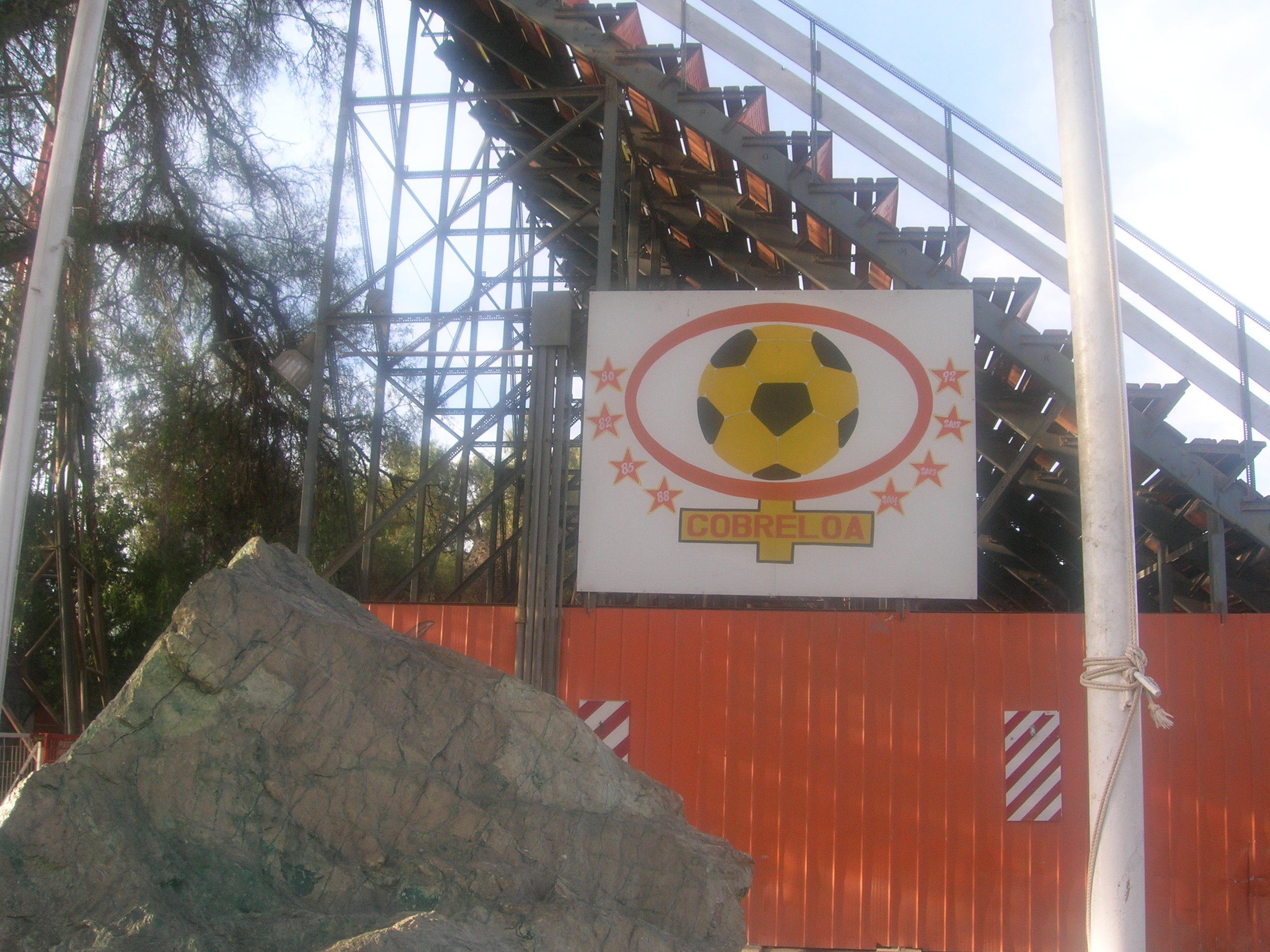

CD Cobreloa is een Chileense voetbalclub uit Calama, een stad in de Atacamawoestijn.
De club werd pas in 1977 opgericht, maar kon zich al snel een weg naar de top banen en promoveerde in 1978 naar de eerste klasse. Daar werd het twee keer op rij vicekampioen en in 1980 vierde de club zijn eerste landstitel. Slechts vier jaar na de oprichting speelde Cobreloa al de finale van de Copa Libertadores, maar verloor deze van Flamengo. Ook het daaropvolgende jaar haalde de club de eindstrijd, waarin verloren werd van het Uruguayaanse Peñarol. In 2015 degradeerde de club voor het eerst. 
De club nam in totaal dertien keer deel aan de Copa Libertadores (1981, 1982, 1983, 1987, 1989, 2000, 2001, 2002, 2003, 2004, 2005, 2007 en 2008).

## Erelijst
- Landskampioen:
  - 1980, 1982, 1985, 1988, 1992, 2003 (Apertura), 2003 (Clausura), 2004 (Clausura)
- Copa Chile
  - Winnaar: 1986
  - Finalist: 1991, 1993, 1995
- Copa Libertadores:
  - Finalist: 1981 en 1982

## Trainer-coaches
- Andrés Prieto (1977-1979)
- Vicente Cantatore (1980-1984)
- Jorge Toro (1985-1986)
- Jorge Luis Siviero (1986-1988)
- Miguel Hermosilla (1988-1989)
- Andrés Prieto (1989-1990)
- Ferdinando Cavalleri (1991-1992)
- José Sulantay (1992-1993)
- Jorge Garcés (1994-1995)
- Miguel Hermosilla (1995-1997)
- Carlos Rojas (1997-1998)
- Arturo Salah (1999-2000)
- Oscar Malbernat (2000-2001)

- Victor Merello (2001-2002)
- Nelson Acosta (2002-2003)
- Eduardo Fournier (2003)
- Luis Garisto (2003)
- Fernando Díaz (2004)
- Nelson Acosta (2004-2005)
- Jorge Socías (2005)
- Miguel Hermosilla (2005)
- Jorge Aravena (2006)
- Gustavo Huerta (2007)
- Gustavo Benítez (2008)
- Marco Antonio Figueroa (2008)
- Marcelo Trobbiani (2009)

- Rubén Vallejos (2009)
- Raúl Toro (2009-2010)
- Germán Cornejo (2010)
- Mario Soto (2010)
- Nelson Acosta (2011-2012)
- Roberto Spicto (2012)
- Javier Torrente (2012)
- Marco Figueroa (2013)
- Jorge García (2013)